# SETEDIT
SETEDIT — это текстовый редактор, свободное и многоплатформенное программное обеспечение, являющееся клоном редактора из интегрированных сред разработки Borland Turbo* с рядом улучшений. Согласно странице проекта, разработка началась в 1996 году.
Это не vi и не Emacs, однако интерфейс может быть знаком пользователям DOS, как отмечают в обзорах.
SETEDIT используется в редакторе RHIDE.
SETEDIT является свободным программным обеспечением и распространяется по лицензии GPL-2.0 или более поздней версии.